# Смотр флота
Смотр флота (англ. fleet review), также военно-морской парад (naval review) — мероприятие, на котором действующий глава государства или другие официальные гражданские и военные высокопоставленные лица проводят осмотр группы кораблей военно-морского флота. В обзоры флота могут также включаться участники и военные корабли военно-морских сил других государств.